# Ясенувка
Ясенувка (пол. Jasienówka) — село в Польщі, у гміні Дідковичі Сім'ятицького повіту Підляського воєводства.
Населення — 74 особи (2011).
У 1975-1998 роках село належало до Білостоцького воєводства.

## Демографія
Демографічна структура станом на 31 березня 2011 року:
|          | Загалом | Допрацездатний вік | Працездатний вік | Постпрацездатний вік |
| -------- | ------- | ------------------ | ---------------- | -------------------- |
| Чоловіки | 40      | 7                  | 25               | 8                    |
| Жінки    | 34      | 8                  | 15               | 11                   |
| Разом    | 74      | 15                 | 40               | 19                   |